# Danny Vukovic
Pour les articles homonymes, voir Vukovic.
Daniel Vukovic, dit Danny Vukovic, né le 27 mars 1985 à Sydney en Australie, est un footballeur international australien. Il joue actuellement en tant que gardien de but.

## Biographie

### En club
La famille de Vukovic est d'origine serbe et il est allé au lycée de sports de Westfield à Sydney. Il a précédemment joué pour Bonnyrigg White Eagles et Parramatta Power.

#### Central Coast Mariners
Vukovic a fait ses débuts en A-League pour les Central Coast Mariners en septembre 2005 contre Melbourne Victory FC, après une grave blessure du gardien titulaire de l'équipe. Ils ont perdu le match 2-1, toutefois Vukovic a sauvé un pénalty d'Archie Thompson. Il a continué à jouer 19 matchs supplémentaires pour les Mariners en la saison 2005-06, gardant ses cages inviolées lors de cinq rencontres et sauvant un pénalty de la star du Sydney FC, Dwight Yorke.

#### 2008, polémique lors de la grande finale
Pendant la troisième Grand Final de la A-League le 24 février 2008, Vukovic a reçu un carton rouge pour avoir frappé James Holland de Newcastle United Jets FC. Au lendemain de la finale, la fédération d'Australie de football a donné à Vukovic une interdiction de jouer de 15 mois, signifiant qu'il ne pourrait rejouer en A-League avant le 24 novembre 2008. Le 4 mars 2008, cette interdiction a été réduite en appel à 12 mois.
L'interdiction s'est prolongée en équipe nationale, qui l'a exclu de la concurrence pour les Jeux olympiques d'été de 2008 avec l'équipe australienne des moins de 23 ans, qu'il a représenté dans tous les matchs qualificatifs olympiques pour Pékin et dont il a été parfois le capitaine. Vukovic a été également condamné à une amende de $10 000 et sera suspendu à partir du 6 octobre 2008 jusqu'au 25 janvier 2009. Il est interdit de football international jusqu'au 6 octobre.

### En équipe nationale
Il participe à la Coupe des Confédérations 2017 mais son équipe ne passe pas les phases de poules. Un an plus tard, il honora sa première sélection le 27 mars 2018 lors d'une rencontre amicale contre la Colombie soldée par un match nul 0-0.
La même année, il est convoqué pour participer à la Coupe du monde 2018 en Russie, les australiens sortiront dès la phase de poules et Vukovic ne jouera pas un seul match. 
Il est de nouveau appelé pour disputer la Coupe d'Asie 2019, les socceroos s'inclineront en quarts-de-finale contre les Emirats Arabes Unis.
Le 8 novembre 2022, il est sélectionné par Graham Arnold pour participer à la Coupe du monde 2022.

## Palmarès

### En club
KRC Genk
- Championnat de Belgique (1) :
  - Champion en 2019